# Ernst Körner (skådespelare)
Ernst Magnus Ludvig Körner, född 12 september 1888 i Sjörup, död 19 mars 1973 i Malmö, var en svensk skådespelare.

## Filmografi
- 1911 – Rannsakningsdomaren
- 1925 – Miljonär för en dag
- 1927 – Kvick som Blixten